# St. Ägidien (Regensburg)

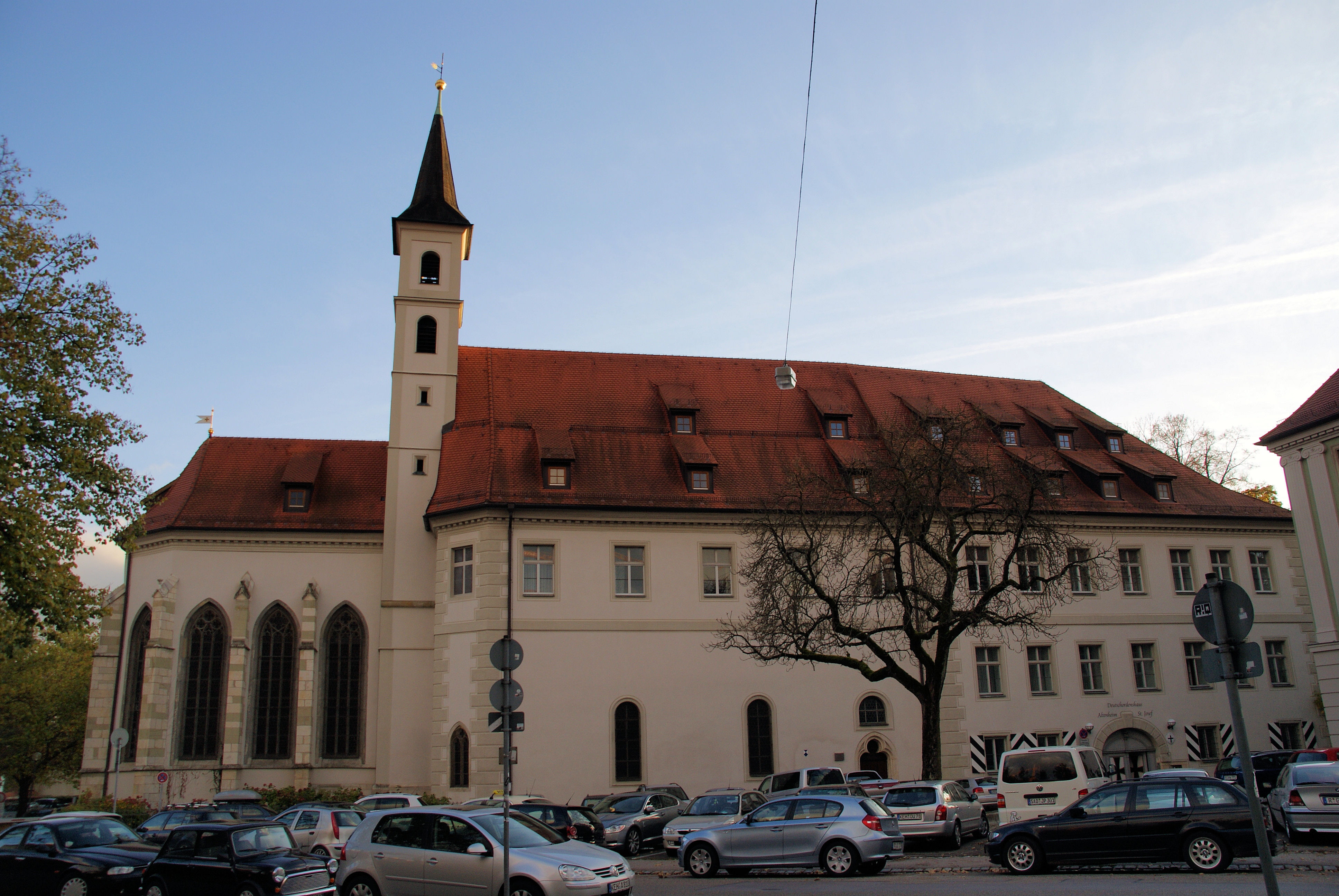
Kirche St. Ägidius mit alter Deutschordenskommende

Die römisch-katholische Filialkirche St. Ägidien (auch Ägidienkirche), gelegen an dem nach ihr benannten Ägidienplatz in der Altstadt von Regensburg, ist eine ehemalige Deutschordenskirche und war als solche der Deutschordenskommende St. Ägid zugeordnet. Heute ist St. Ägidien eine Filialkirche der Pfarrei St. Emmeram. Die dem heiligen Ägidius (Gedenktag: 1. September) geweihte Kirche ist eine dreischiffige Staffelhalle im Stile der Gotik.

## Geschichte
Herzog Ludwig I. von Bayern vermachte eine dem heiligen Ägidius gewidmete Vorgängerkirche 1210 dem Deutschen Orden, der in deren unmittelbarer Nähe eine Kommende errichtete. Wann diese entstand, ist wegen fehlender Bauurkunden unklar. Das mehrfach in der Literatur genannte Weihedatum 1152 hat sich inzwischen als falsch herausgestellt. Von diesem romanischen Vorgängerbau sind nur noch Fragmente erhalten. Dazu gehört zum Beispiel der im westlichen Chorjoch erkennbare Rundbogen, der aufgrund einer späteren Geländeerhöhung sehr niedrig erscheint.
Nachdem die Kirche gegen Mitte des 13. Jahrhunderts für die Kommende zu klein geworden war, brach man sie teilweise ab und schuf in der Zeit um 1270/80 ein zunächst einschiffiges Langhaus, das aufgrund fehlender finanzieller Möglichkeiten vorerst nicht eingewölbt wurde. Im 14. Jahrhundert fügte man an das Hauptschiff zwei ungleiche Seitenschiffe an und verlängerte die gesamte Anlage wahrscheinlich um ein Joch nach Westen. Ebenfalls noch im 14. Jahrhundert wurde der heutige Chor errichtet. Er muss vor 1396 entstanden sein, da in diesem Jahr der Komtur Marquard Zollner von Rotenstein starb, der diese Baumaßnahme beurkundet hat. Die Einwölbung des Kirchenbaus dürfte nach Ausweis der Stilmerkmale erst im 15. Jahrhundert erfolgt sein.
Im Jahr 1683 wurden die Komtureigebäude erweitert; dabei überbaute man auch die Seitenschiffe der Ägidienkirche. Etwa um die gleiche Zeit erfolgte eine Barockisierung der Kirchenausstattung. Nach der Säkularisation 1802/03 bestand die Deutschordenskommende im Gegensatz zu den meisten anderen Klöstern Bayerns zwar noch kurze Zeit weiter, wurde aber im Jahr 1809 ebenfalls aufgelöst. In der Folgezeit verwahrloste die Ägidienkirche, bevor sie zwischen 1884 und 1888 nach den Plänen des Domvikars Georg Dengler restauriert wurde. Dabei erfolgte auch eine Regotisierung der Ausstattung, der die meisten barocken Stücke weichen mussten. Unglücklicherweise wurde dabei das Kircheninnere in einem wenig einladenden Grauton getüncht und erhielt unschöne farbige Fenster, sodass der Kirchenraum in der Folgezeit düster und unfreundlich wirkte.
Im Jahr 1958 wurde die Kirche einer neuerlichen Renovierung unterzogen. Bei der Entfernung der dick aufgetragenen Farbschicht aus dem 19. Jahrhundert stieß man auf Reste einer Ausmalung der Kirche im Stile der Gotik und der Renaissance. Diesen Fragmenten wurde der nun deutlich freundlicher wirkende Farbton für die Neufassung der Raumschale angepasst. Auch der Naturstein der Arkadenbögen wurde in seiner ursprünglichen Gestalt wiederhergestellt. Die Ausstattung wurde bei dieser Maßnahme auf ein Mindestmaß reduziert. In den Jahren 1989/90 wurde aus Anlass des 800-jährigen Bestehens des Deutschen Ordens eine neuerliche Kirchenrenovierung durchgeführt. Dabei entdeckte man an der Südseite des Chores zwei zugesetzte spätgotische Eingänge. Außerdem wurden ein neuer Volksaltar und ein neuer Ambo, die der Eggenfeldener Künstler Joseph Michael Neustifter aus Sandstein geschaffen hatte, aufgestellt. Im Jahr 2016 erhielt die Kirche eine neue Orgel.

## Architektur

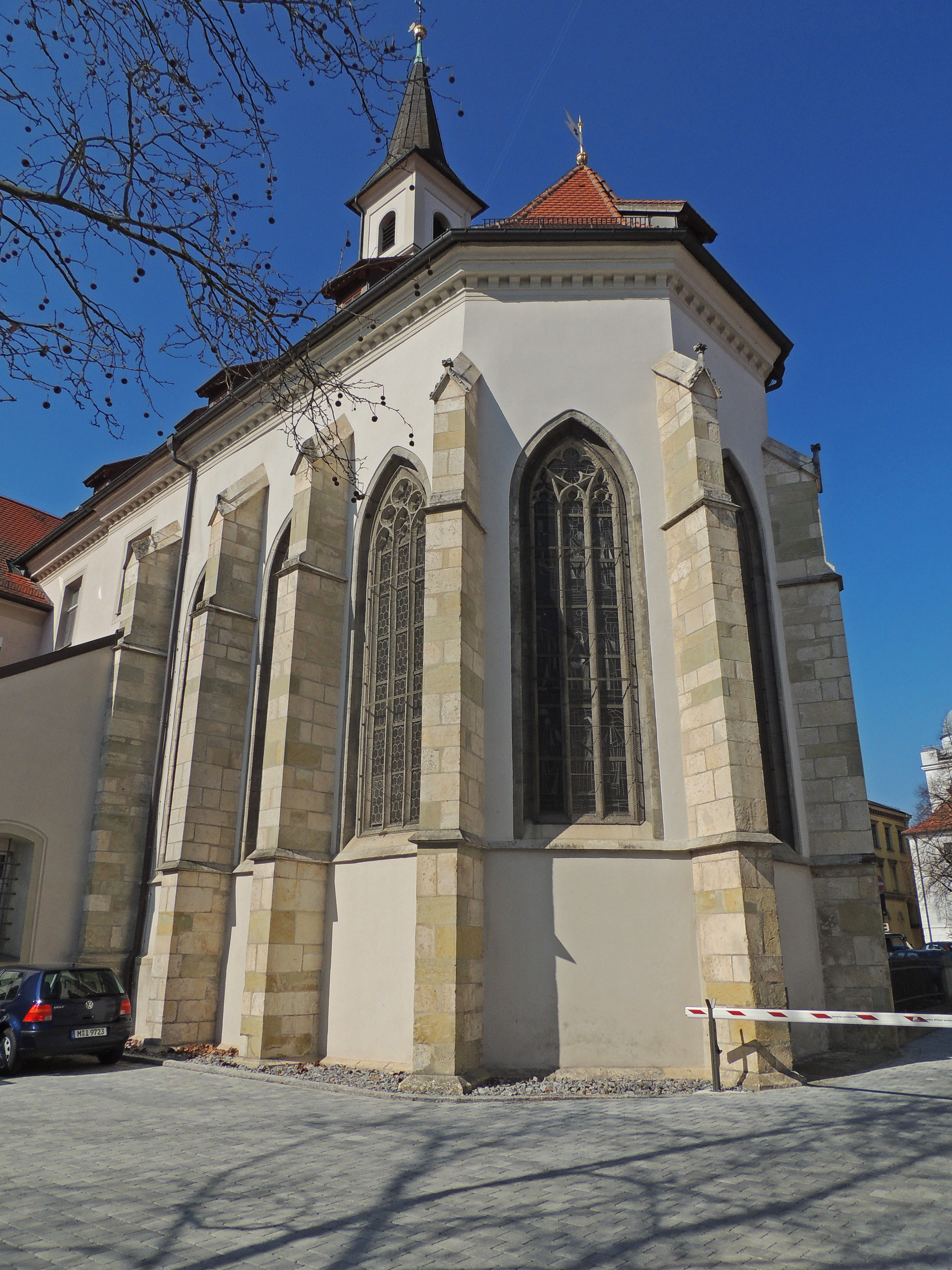
Gotischer Chor von Südosten

Die dreischiffige, gotische Staffelhalle ist traditionell nach Osten ausgerichtet. Von außen ist nur der Chor erkennbar, da die Seitenschiffe in der Barockzeit durch die Komtureigebäude überbaut wurden. Der gotische Chor, der drei Joche und einen dreiseitigen Chorschluss umfasst, ist durch Kaff- und Sockelgesimse gegliedert. Diese umlaufen auch die zweifach abgesetzten Strebepfeiler, deren Giebel jeweils von einer Kreuzblume bekrönt wird. Das Dachgesims mit einer Konsolenreihe ist wohl im Zuge der Barockisierung im späten 17. Jahrhundert hinzugekommen. Der sehr hohe und schlanke Turm befindet sich im Winkel zwischen Chor und nördlichem Seitenschiff. Er ist äußerlich schlicht und nur durch Ecklisenen gegliedert. In den beiden oberen Geschossen befinden sich großzügige Schallöffnungen. Den oberen Abschluss bildet eine mit Holzschindeln gedeckte Achteckspitze.
Das einzige Portal führt in das Nordschiff der Kirche. Dieses wurde wie auch der übrige Kirchenraum im 15. Jahrhundert mit einem spätgotischen Kreuzrippengewölbe versehen, dessen Gurtbögen aus profilierten Wandvorlagen entspringen. Das Mittelschiff umfasst vier Joche, die beiden Seitenschiffe haben jeweils drei. Das nördliche Seitenschiff besitzt einen Fünfachtelschluss, der beim südlichen Südschiff in der Barockzeit abgetrennt wurde und seither als Sakristei genutzt wird. Im östlichen Joch des Mittelschiffs wurde nach dem Zweiten Vatikanischen Konzil die Altarinsel eingerichtet. Der eigentliche Chorraum, der geringfügig breiter als das Mittelschiff ist, liegt dahinter und ist mittels eines spitzen Chorbogens abgetrennt. Die Trennung der einzelnen Schiffen bilden spitze Scheidbögen, die auf wuchtigen Rechteckpfeilern ruhen. Eine Besonderheit für eine gotische Kirche ist, dass das südliche Seitenschiff das Mittelschiff in der Breite übertrifft. Im Westjoch des Mittelschiffs ist eine zweiachsig unterwölbte Orgelempore mit Spitzbögen eingezogen.

## Ausstattung

### Altäre
Vom neugotischen Hochaltar wurden bei der Reduzierung der Ausstattung in den 1950er Jahren nur die Steinmensa und der Tabernakel belassen. Das vormalige barocke Altarblatt, auf dem die Beweinung Christi dargestellt war, wurde 1959 zu einem geringen Preis nach Fuchsmühl verkauft, wo sich bereits seit 1885 der barocke Hochaltar aus der Ägidienkirche befand und nun der ursprüngliche Altar wieder zusammengefügt werden konnte. Auch die neugotischen Aufbauten der beiden Seitenaltäre wurden 1958 entfernt. Auf der Mensa des linken Seitenaltars befindet sich eine barocke Darstellung der Heiligen Dreifaltigkeit. Am rechten Seitenaltar ist eine spätgotische Madonna mit Kind zu sehen, die von zwei etwa zeitgleichen Engelsfiguren flankiert wird und vermutlich in der Barockzeit bekrönt wurde.

### Glasfenster
Die bemalten Glasfenster im Chorschluss wurden nach einem Entwurf des Münchner Malers Wilhelm Braun von der Regensburger Hofglasmalerei Georg Schneider gefertigt. Die Motive sind jeweils dreigeteilt. Im mittleren Fenster sind von unten nach oben das alttestamentliche Opfer des Melchisedek, das Letzte Abendmahl und die Auferstehung Jesu Christi dargestellt. Im linken Fenster erkennt man, ebenfalls von unten nach oben, die Herbergssuche, Die Anbetung der Heiligen Drei Könige und Den zwölfjährigen Jesus im Tempel. Das rechte Fenster zeigt in gleicher Reihenfolge die Heilung eines Kranken durch Jesus, die wundersame Brotvermehrung und die Auferweckung des Jünglings zu Naim.

### Epitaphien
Coelestin Steiglehner, dem letzten Fürstabt des Klosters St. Emmeram, der von 1810 bis zu seinem Tod 1819 in der vormaligen Deutschordenskomturei wohnte, ist es zu verdanken, dass in der Ägidienkirche zahlreiche Epitaphien der Deutschordensritter aufgestellt sind.
An der Westwand des Nordschiffs ist ein Grabstein mit Wappen für den Komtur Marquard Zollner von Rottenstein († 1396) angebracht „der den chor und die behawsung gebawet hat“. Links daneben befindet sich das qualitätvoll gearbeitete Epitaph für Konrad von Chores († 1486) mit einem Relief des Ordenspriesters in ganzer Figur. Ähnlich ist das Epitaph des Komturs Philipp von Hohenstein († 1525), ebenfalls im Nordschiff, gestaltet. Das Epitaph des 1623 verstorbenen Komturs Hans Martin Edlweck an der Nordseite des Chorbogens besteht aus einer Steinplatte mit zehn kleinen Bronzeabgüssen. In der Mitte soll ein betender Ritter den Verstorbenen darstellen, mit seinem Wappen darüber und seitlich jeweils vier Agnaten. Eine Rarität sind die drei aus Holz geschnitzten und bemalten Totenschilde für die Komture Hans Jakob Nothaft († 1525), Sebastian von Iglingen († 1532) und Thomas von Lochau († 1564).

### Orgel

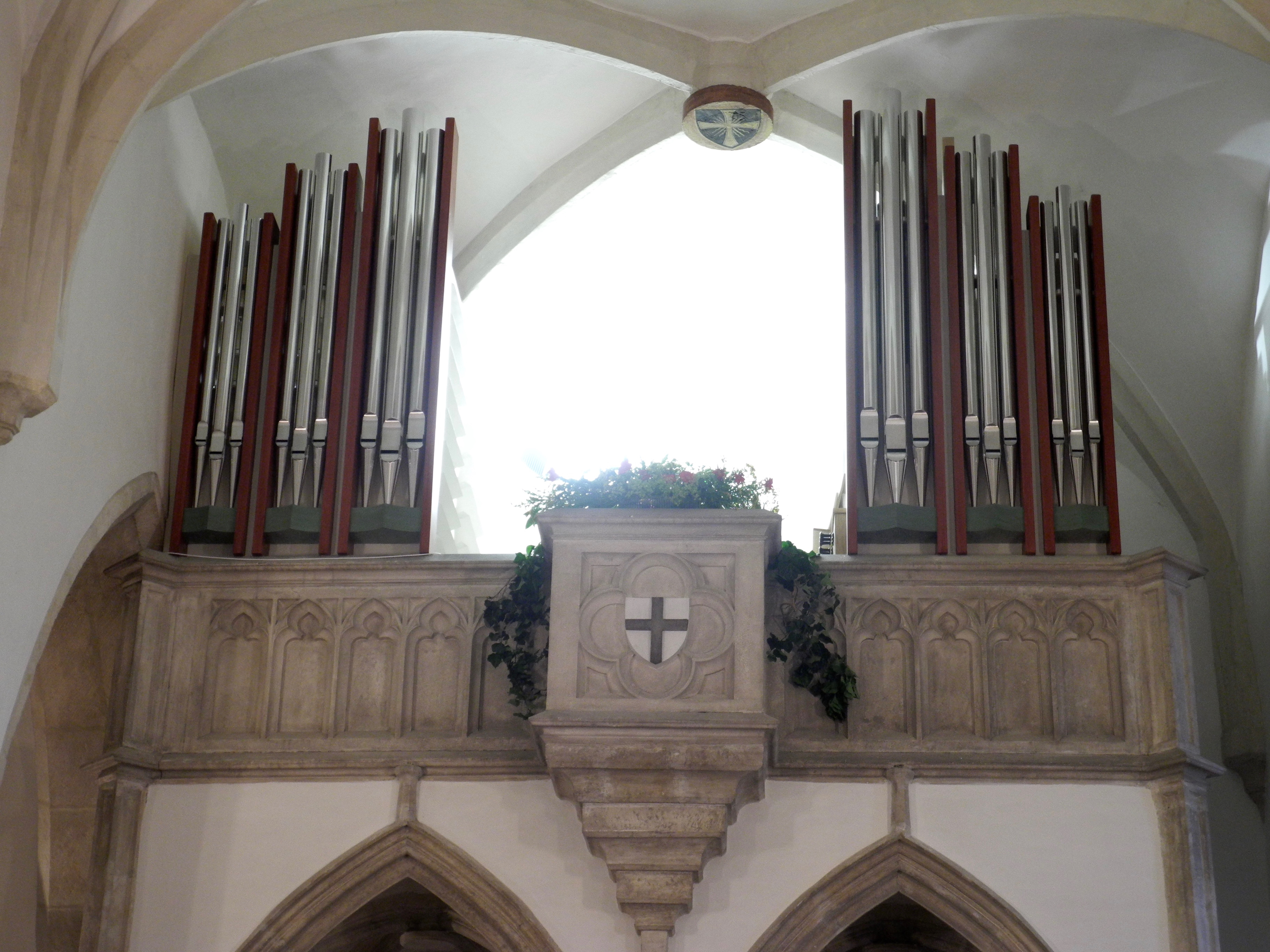
Sandtner-Orgel von 2016

Die frühere Orgel der Ägidienkirche wurde 1888 von der Firma G. F. Steinmeyer & Co. als Opus 338 erbaut und umfasste sieben Register auf mechanischen Kegelladen. Das Instrument wurde mehrmals umgebaut.
Am 12. Juni 2016 wurde ein neues Instrument der Firma Orgelbau Sandtner eingeweiht. Es besitzt 17 Register auf zwei Manualen und Pedal. Die Disposition orientiert sich an romantischen Klangfarben und lautet wie folgt:
| I Hauptwerk C–g3 |            |    |
| 1.               | Principal  | 8′ |
| 2.               | Rohrflöte  | 8′ |
| 3.               | Salicional | 8′ |
| 4.               | Oktave     | 4′ |
| 5.               | Dolce      | 4′ |
|                  | Tremulant  |    |

| II Schwellwerk C–g3 |                |        |
| 6.                  | Nachthorn      | 8′     |
| 7.                  | Viola di Gamba | 8′     |
| 8.                  | Vox coelestis  | 8′     |
| 9.                  | Traversflöte   | 4′     |
| 10.                 | Nazard         | 2 ⁄3′  |
| 11.                 | Doublette      | 2′     |
| 12.                 | Terz           | 1 3⁄5′ |
| 13.                 | Mixtur II      | 1 ⁄3′  |
| 14.                 | Oboe           | 8′     |
|                     | Tremulant      |        |

| Pedal C–f1 |             |     |
| 15.        | Subbass     | 16′ |
| 16.        | Oktavbass   | 8′  |
| 17.        | Gedecktbass | 8´  |

- Koppeln: II/I, I/P, II/P